# 舍基區
舍基區是阿塞拜疆的一個區，位於該國北部，北鄰俄羅斯達吉斯坦共和國。面積2,432.75平方公里，人口163,300人。首府舍基並不受本區管轄。
1859年設努哈縣，為巴庫省所管轄。1930年建區，1963年撤銷。1965年恢復，1968年改為今名。